# Een boot in het bos
Een boot in het bos is een hoorspel naar het toneelstuk Boot im Walde van Nikolai Haitow. Het werd op 27 juni 1966 door de Rundfunk der DDR en op 24 augustus 1971 door de Österreichischer Rundfunk uitgezonden. De TROS volgde op zaterdag 30 juni 1979, van 19:30 uur tot 20:13 uur (met een herhaling op 23 januari 1995). De vertaling was van Rob Geraerds en Harry Bronk was de regisseur.

## Rolbezetting
- IJda Andrea (Gina)
- Coen Flink (Marin)

## Inhoud
Een boswachter betrapt een vrouw bij het ongeoorloofd kappen van brandhout. Hij wil haar naar het dorp brengen en aangeven bij de politie. Op weg daarnaartoe en tijdens een discussie over recht en de oorzaak van haar diefstal komen ze nader tot elkaar en vertellen hun levensverhaal.